# (29187) Le Monnier
(29187) Le Monnier est un astéroïde de la ceinture principale.

## Description
(29187) Le Monnier est un astéroïde de la ceinture principale. Il fut découvert le 16 octobre 1990 à La Silla par Eric Walter Elst. Il présente une orbite caractérisée par un demi-grand axe de 3,16 UA, une excentricité de 0,16 et une inclinaison de 7,3° par rapport à l'écliptique.

## Étymologie
Cet astéroïde est nommé en l'honneur de Pierre Charles Le Monnier (1715–1799).

## Compléments